# ضفيرة أبهرية بطنية
الضفيرة الأبهرية البطنية (الضَّفيرَة الأَبْهَرِيَّة) تتكون من فروع مشتقة على الجانبين، من الضفيرة البطنية و العقد العصبية، وتتلقى خيوطًا من بعض العُقَدُ القَطَنِيَّة.
وتقع على جانبي الأبهر (شريان) ومقدمته، بين جذور شرايين المساريقي السفلي والعلوي.
من هذه العقد ينشأ جزء من العقد المنوية، والمساريقي السفلي والخثلية؛ وتتوزع أيضًا الخيوط إلى الوريد الأجوف السفلي.

## صور إضافية

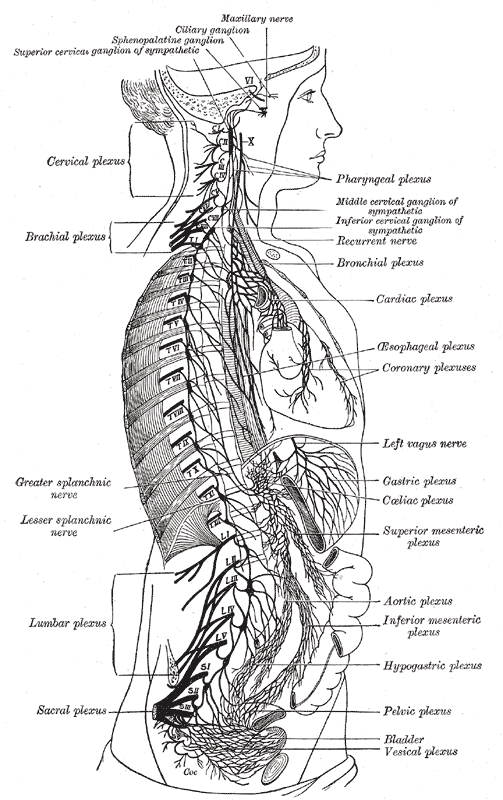
سِلْسِلَةٌ وُدِّيَّة في الناحية اليمنى متصلة بعقد الصدر والبطن والحوض.
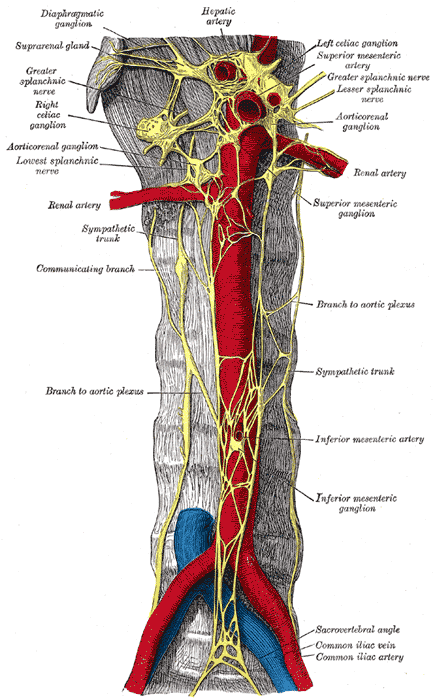
جزء البطن من الجذع الودي بالعقد الهضمية والخثلية.
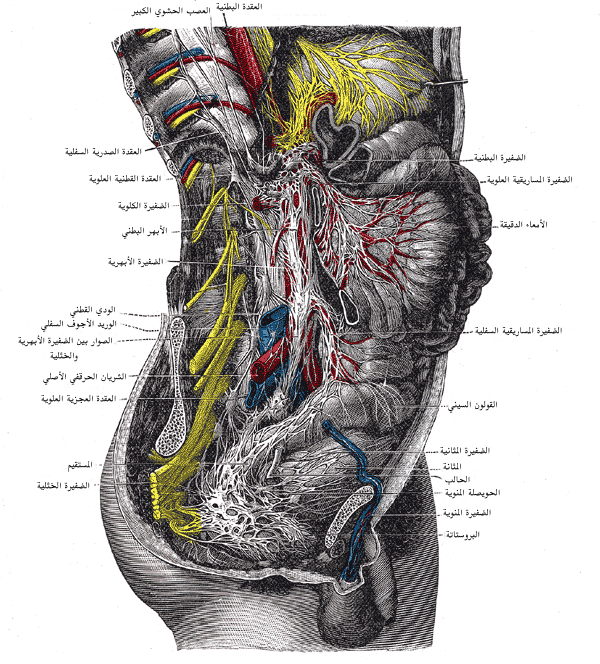
النصف الأسفل من الحبل الودي.